# Mikel Oyarzabal
Mikel Oyarzabal Ugarte (* 21. dubna 1997 Eibar) je španělský profesionální fotbalista, který hraje na pozici levého křídelníka nebo útočníka ve španělském klubu Real Sociedad a ve španělském národním týmu.
Celou svou profesionální kariéru strávil v Realu Sociedad, kde nastoupil do více než 200 utkání a vstřelil více než 60 gólů. S klubem vyhrál Copa del Rey 2019/20, kde ve finále proti Athleticu Bilbao vstřelil jedinou branku utkání.
Oyarzabal debutoval v roce 2016 v španělské reprezentaci.

## Klubová kariéra
Oyarzabal se narodil ve městě Eibaru v provncii Gipuzkoa a připojil se k mládeži Realu Sociedad v roce 2011 ve věku 14 let. 15. listopadu 2014 debutoval v rezervním týmu, když nastoupil do druhého poločasu výhry 3:2 proti SD Amorebieta v Segunda División B.
Dne 20. září 2015 vstřelil Oyarzabal své první seniorské góly, když dvakrát skóroval při výhře 5:0 proti CD Mensajero. V prvním týmu debutoval 25. října v ligovém zápase Levante UD, po vystřídání Carlose Vely.
Oyarzabal vstřelil svůj první gól v klubu 8. února 2016 při vítězství 5:0 nad RCD Espanyol. O šest dní po prodloužení své smlouvy do roku 2021, dal dva góly v zápase proti Granada CF na stadionu Anoeta.

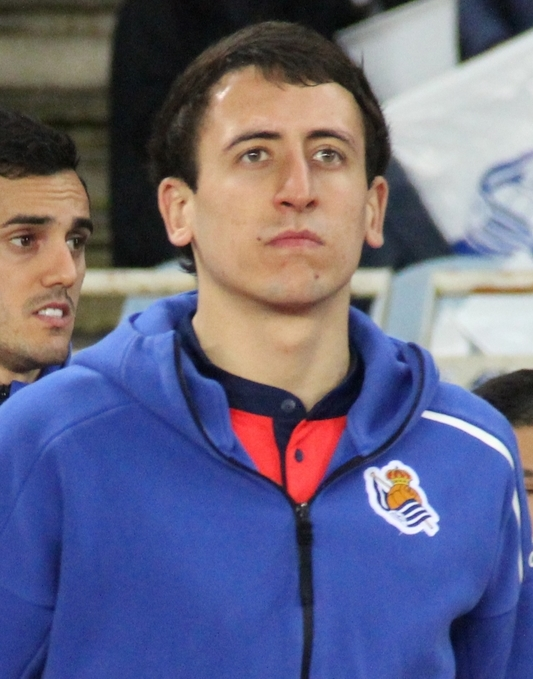
Oyarzabal v dresu Realu Sociedad (2018)

Dne 19. srpna 2016 opět prodloužil Oyarzabal svou smlouvu až do roku 2022. V sezóně nastoupil do všech 38 ligových zápasů, pomohl týmu ze San Sebastiánu k 6. příčce v lize a k postupu do Evropské ligy UEFA.
Oyarzabal debutoval v evropských pohárech 19. října 2017, když skóroval v zápase 6:0 proti makedonskému týmu FK Vardar ve skupinové fázi Evropské ligy. Jeho tým se probojoval až do šestnáctifinále, kde si Oyarzabal vstřelil vlastní gól v utkání proti Red Bullu Salzburg. V domácí soutěži vstřelil 12 branek, včetně dvou při výhře 5:0 proti Gironě 8. dubna 2018.
Dne 5. října 2018 vstřelil Oyarzabal své první góly od května téhož roku, a to dva při vítězství 3:1 nad Athleticem Bilbao v baskickém derby. V letním přestupovém období se jej pokusil získat rival z Bilbaa, Oyarzabal ale nabídku odmítl a namísto toho podepsal novou smlouvu s Realem Sociedad, a to do roku 2024.
V zápase Copa del Rey 2019/20 proměnil Oyarzabal penaltu v obou utkáních dvojzápasu proti CD Mirandése, a pomohl týmu k postupu do finále poprvé od roku 1988. 10. července téhož roku vstřelil svůj 50. gól v klubu při domácí porážce 3:2 proti Granadě, a 3. října, stále ve věku 23 let, proměnil penaltu ve svém 200. zápase při vítězství 3:0 nad Getafe CF.
Dne 3. dubna 2021 vstřelil Oyarzabal jediný gól utkání, opět z penalty, ve finále španělského poháru proti Athleticu Bilbao. Real Sociedad vyhrál svojí první trofej po 34 letech.

## Reprezentační kariéra

### Špěnělsko

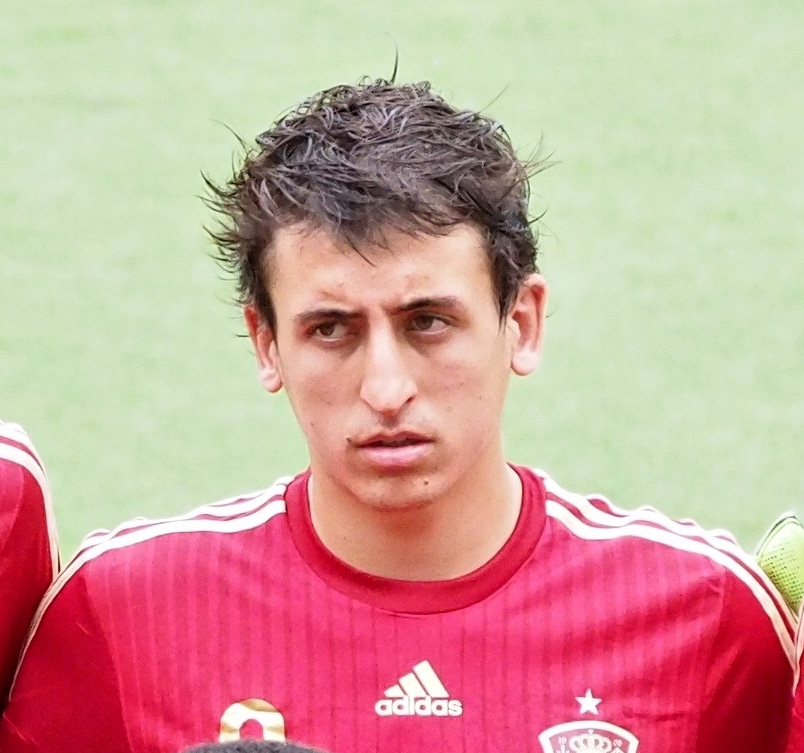
Oyarzabal s týmem Španělska do 18 let

Dne 17. května 2016, ve věku 19 let, byl poprvé povolán do španělské reprezentace na přátelské utkání proti Bosně a Hercegovině. O dvanáct dní později debutoval, když v 60. minutě vystřídal Nolita při vítězství 3:1. 10. června 2019 vstřelil Oyarzabal svůj první gól při vítězství 3:0 nad Švédskem v rámci kvalifikace na Euro 2020.

### Baskicko
Oyarzabal také nastoupil v dresu neoficiální baskického rerprezentace a 30. prosince 2016 při svém debutu skóroval na stadionu San Mamés při výhře 3:1 nad Tuniskem.

## Statistiky

### Klubové
K 21. březnu 2021
| Klub          | Sezóna  | Liga    | Liga   | Liga | Pohár  | Pohár | Evropské poháry | Evropské poháry | Ostatní | Ostatní | Celkem | Celkem |
| Klub          | Sezóna  | Liga    | Zápasy | Góly | Zápasy | Góly  | Zápasy          | Góly            | Zápasy  | Góly    | Zápasy | Góly   |
| ------------- | ------- | ------- | ------ | ---- | ------ | ----- | --------------- | --------------- | ------- | ------- | ------ | ------ |
| Real Sociedad | 2015/16 | La Liga | 22     | 6    | 2      | 0     | –               | –               | –       | –       | 24     | 6      |
| Real Sociedad | 2016/17 | La Liga | 38     | 2    | 5      | 2     | –               | –               | –       | –       | 43     | 4      |
| Real Sociedad | 2017/18 | La Liga | 35     | 12   | 2      | 0     | 6               | 2               | –       | –       | 43     | 14     |
| Real Sociedad | 2018/19 | La Liga | 37     | 13   | 4      | 1     | –               | –               | –       | –       | 41     | 14     |
| Real Sociedad | 2019/20 | La Liga | 37     | 10   | 7      | 2     | –               | –               | –       | –       | 44     | 12     |
| Real Sociedad | 2020/21 | La Liga | 23     | 10   | 2      | 1     | 7               | 0               | 1       | 1       | 33     | 12     |
| Real Sociedad | Celkem  | Celkem  | 192    | 53   | 22     | 6     | 13              | 2               | 1       | 1       | 228    | 62     |
| Celkem        | Celkem  | Celkem  | 192    | 53   | 22     | 6     | 13              | 2               | 1       | 1       | 228    | 62     |

### Reprezentační
K 28. březnu 2021
| Španělsko | Španělsko | Španělsko |
| Rok       | Zápasy    | Góly      |
| --------- | --------- | --------- |
| 2016      | 1         | 0         |
| 2019      | 6         | 2         |
| 2020      | 4         | 2         |
| 2021      | 2         | 0         |
| Celkem    | 13        | 4         |

#### Reprezentační góly
K zápasu odehranému 28. března 2021. Skóre a výsledky Španělska jsou vždy zapisovány jako první
| Gól | Datum              | Místo                                  | Zápas | Soupeř    | Skóre | Výsledek | Soutěž                   |
| --- | ------------------ | -------------------------------------- | ----- | --------- | ----- | -------- | ------------------------ |
| 1.  | 10. června 2019    | Santiago Bernabéu, Madrid, Španělsko   | 2.    | Švédsko   | 3–0   | 3–0      | Kvalifikace na Euro 2020 |
| 2.  | 18. listopadu 2019 | Wanda Metropolitano, Madrid, Španělsko | 7.    | Rumunsko  | 5–0   | 5–0      | Kvalifikace na Euro 2020 |
| 3.  | 10. října 2020     | Alfredo Di Stéfano, Madrid, Španělsko  | 8.    | Švýcarsko | 1–0   | 1–0      | Liga národů UEFA 2020/21 |
| 4.  | 17. listopadu 2020 | La Cartuja, Sevilla, Španělsko         | 11.   | Německo   | 6–0   | 6–0      | Liga národů UEFA 2020/21 |

## Ocenění

### Klubové

#### Real Sociedad
- Copa del Rey: 2019/20[20][21]

### Reprezentační

#### Španělsko U21
- Mistrovství Evropy do 21 let: 2019;[28] 2017 (druhé místo)[29]

### Individuální
- Hráč měsíce La Ligy: Říjen 2020[30]